# Брењано
Брењано (итал. Bregnano) је насеље у Италији у округу Комо, региону Ломбардија.
Према процени из 2011. у насељу је живело 5113 становника. Насеље се налази на надморској висини од 297 м.

## Становништво
| 1931. | 1936. | 1951. | 1961. | 1971. | 1981. | 1991. | 2001. | 2011. |
| ----- | ----- | ----- | ----- | ----- | ----- | ----- | ----- | ----- |
| 2.402 | 2.411 | 2.566 | 2.888 | 3.189 | 3.719 | 4.473 | 5.113 | 6.229 |